# اتلینگن
اتلینگن (به آلمانی: Ettlingen) شهری در ایالت بادن-وورتمبرگ در کشور آلمان، در جنوب کارلسروهه است.

## جستارهای وابسته

اتلینگن - Ettlingen
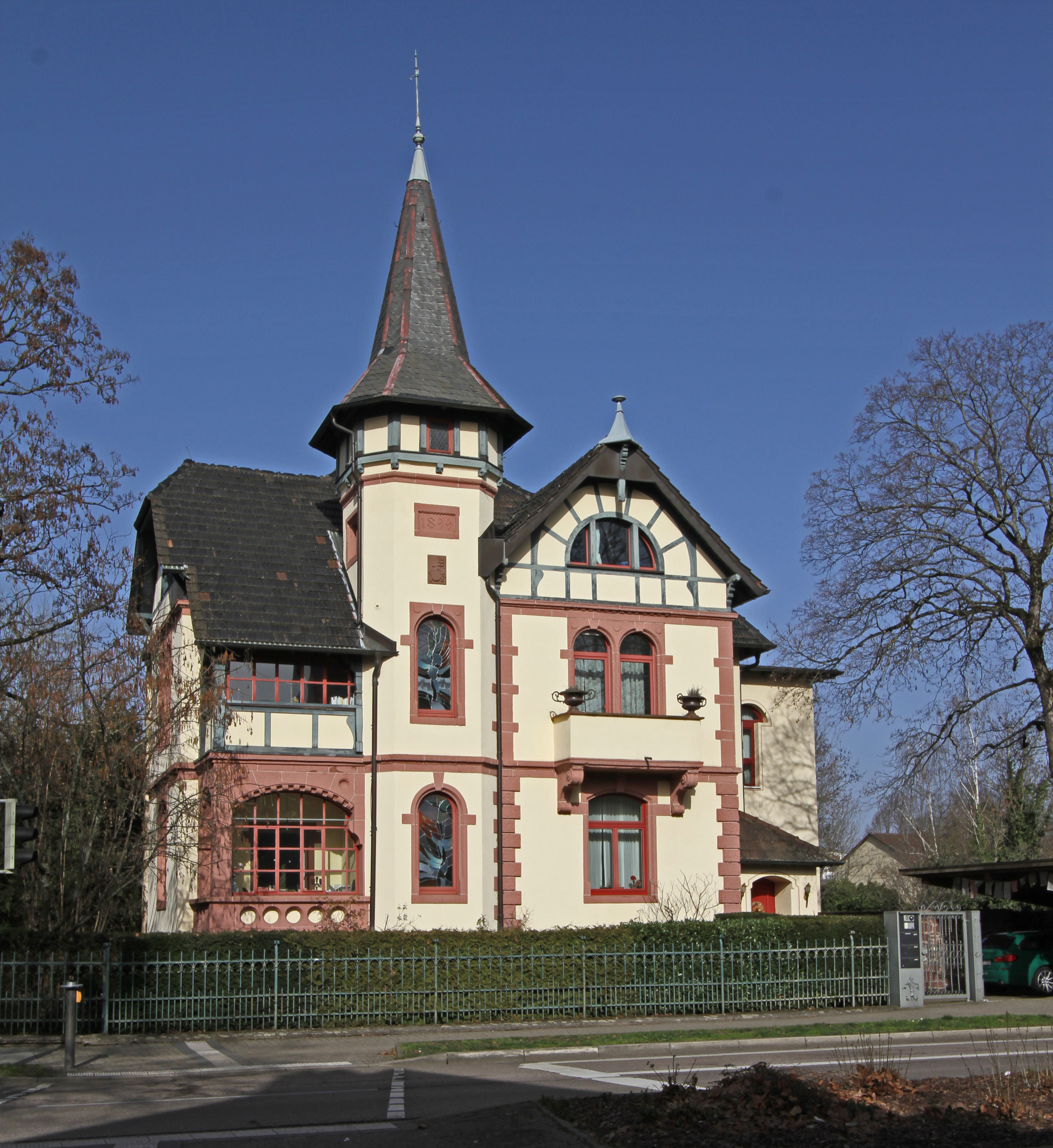
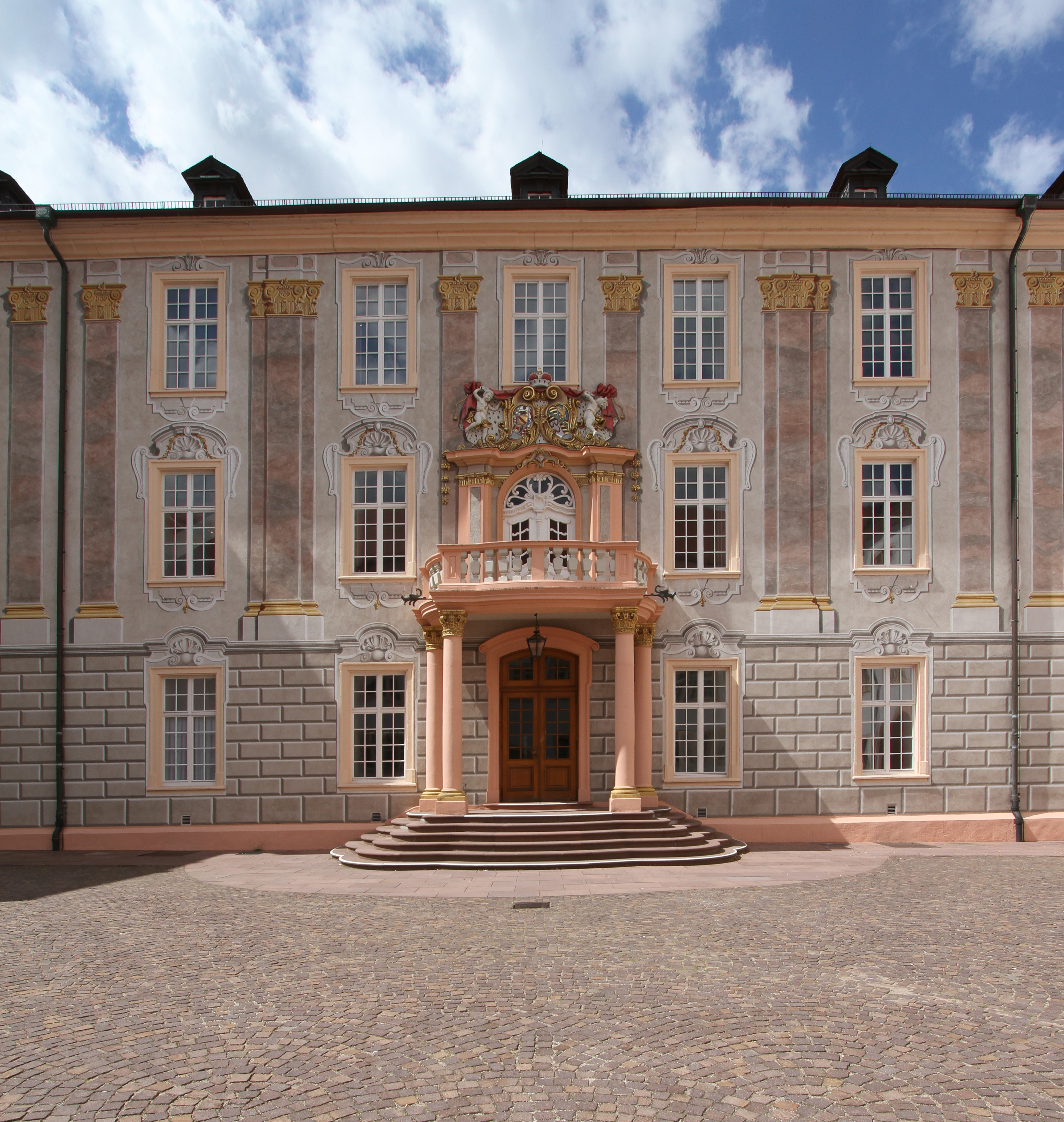
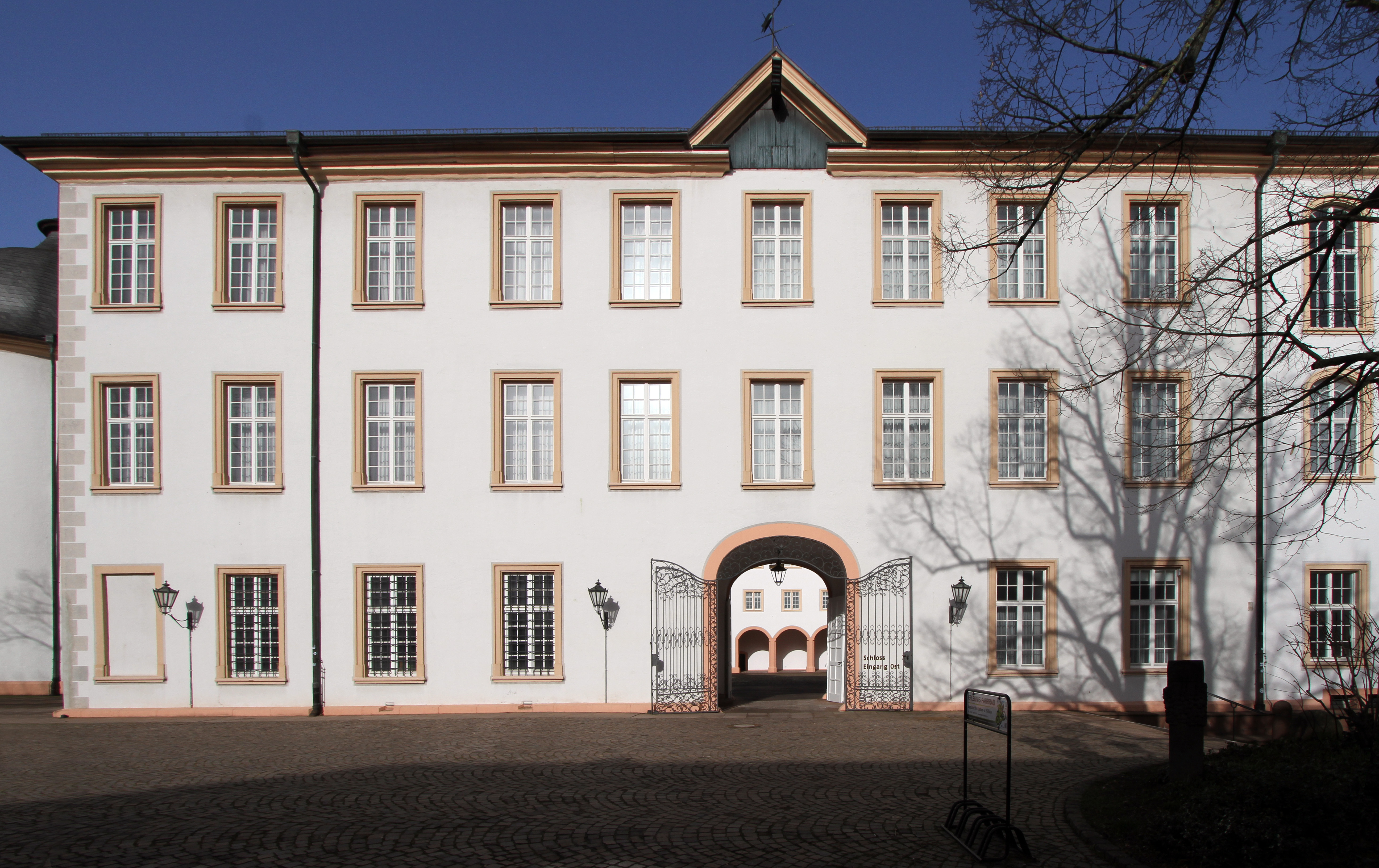
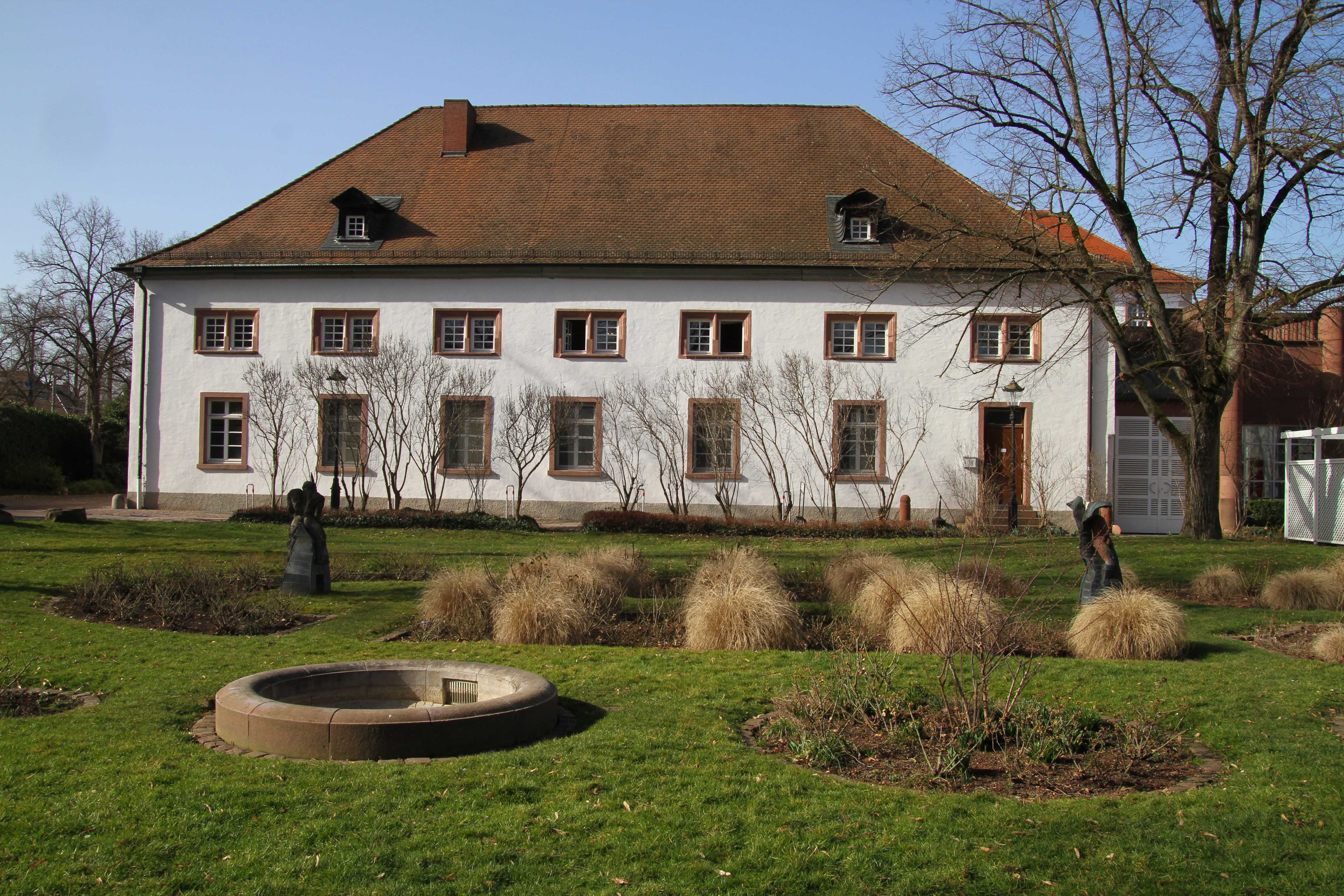
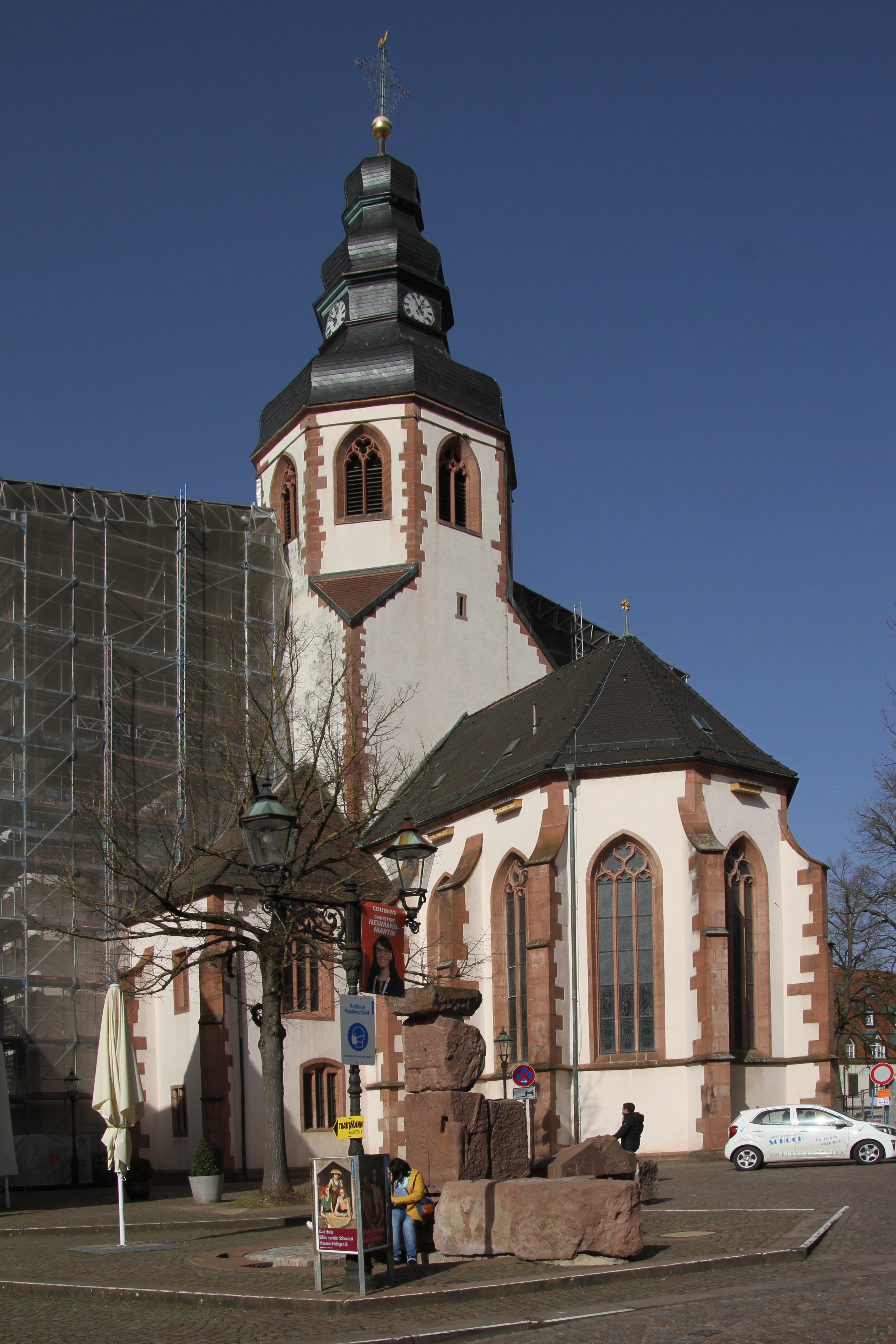
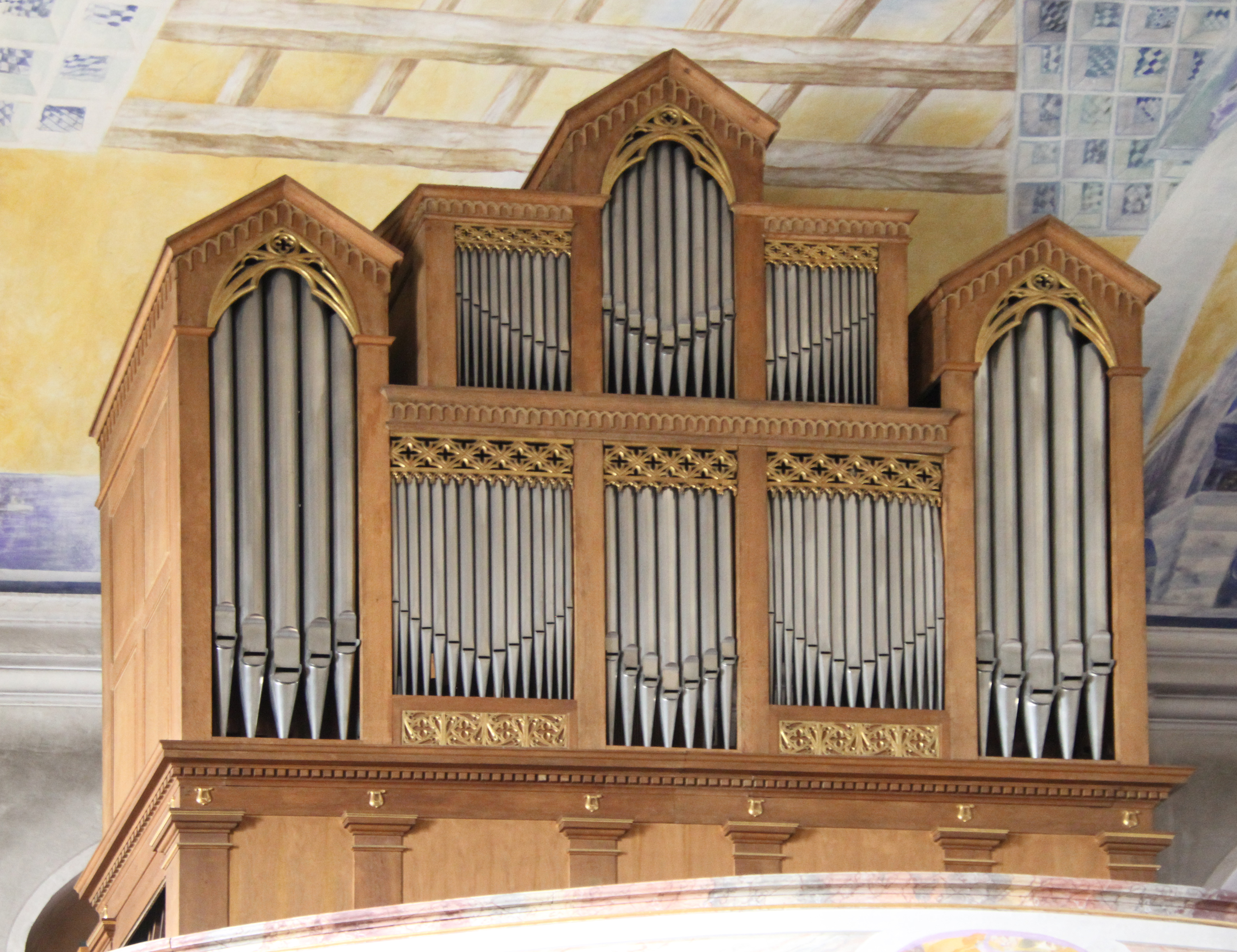
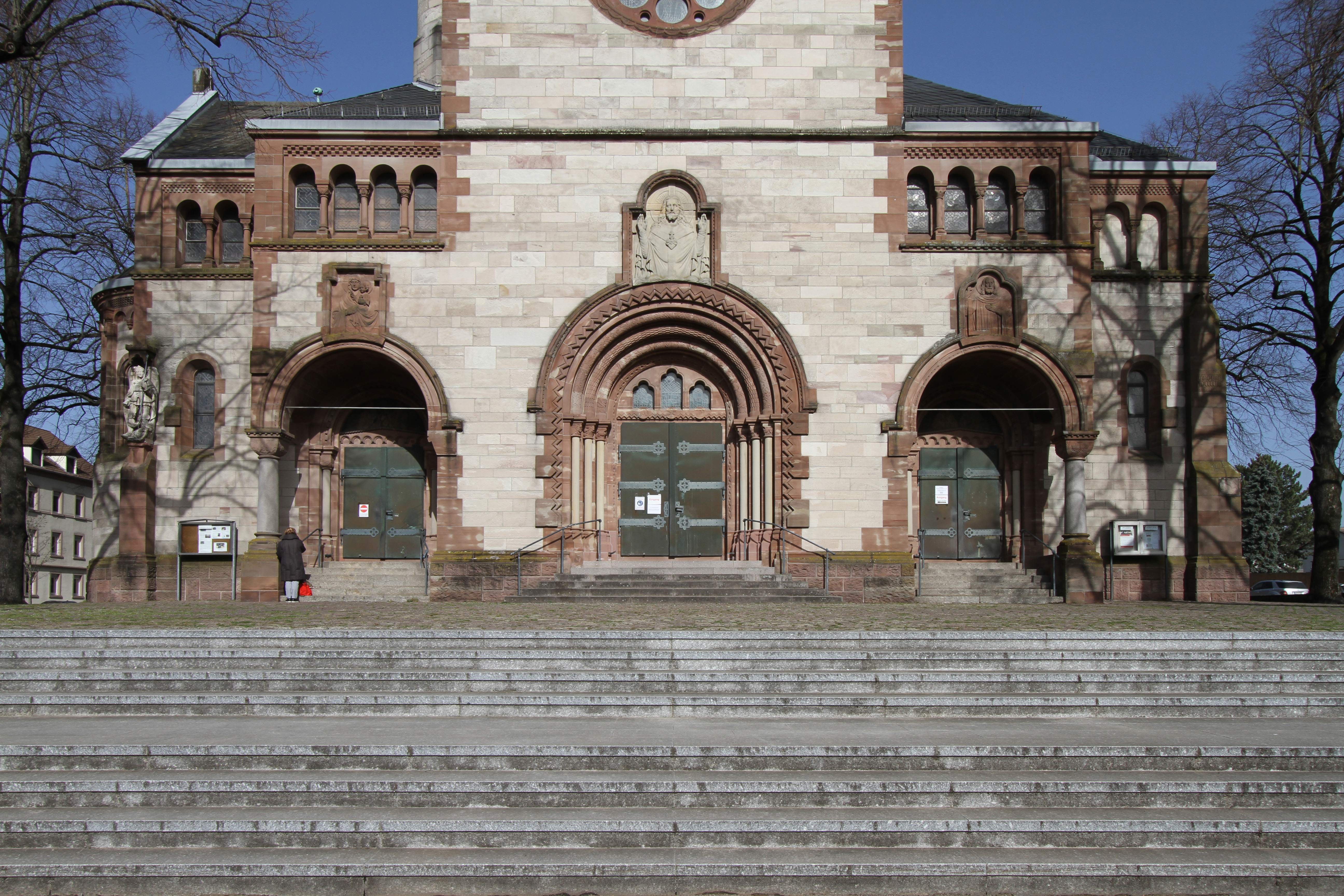
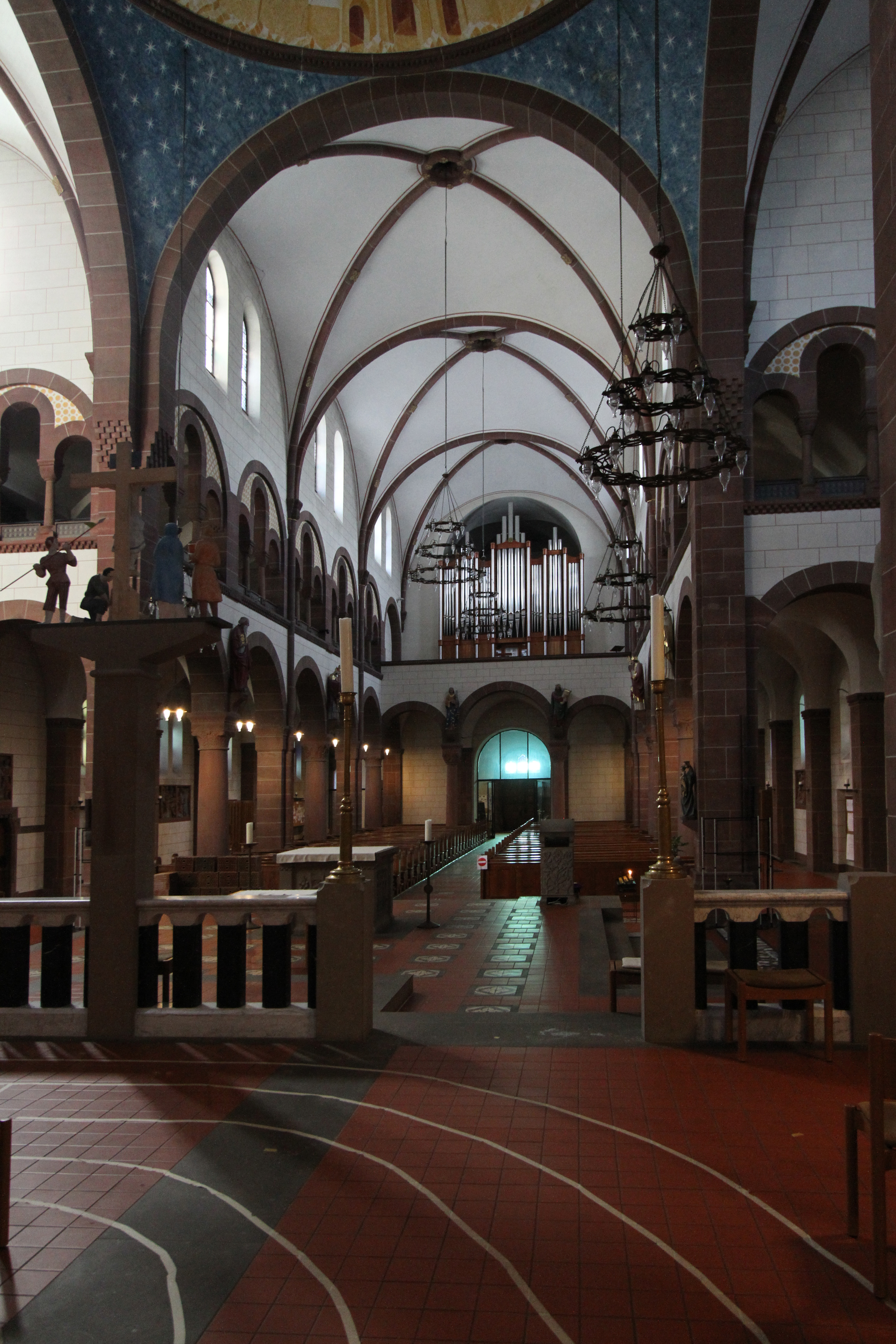